# Susanna e i vecchioni (Guercino Madrid)
Susanna e i vecchioni è un dipinto a olio su tela (175x207 cm) realizzato da Giovanni Francesco Barbieri, detto Guercino, intorno al 1617 e conservato nel Museo del Prado a Madrid.

## Storia
Quest'opera, insieme a Lot e le figlie (Monastero dell'Escorial) e al Ritorno del figliol prodigo (Galleria Sabauda), fa parte del gruppo di dipinti eseguiti dal Guercino per il cardinale Alessandro Ludovisi, arcivescovo di Bologna e futuro papa Gregorio XV.
I tre dipinti furono sottoposti al giudizio di Ludovico Carracci, all'epoca il pittore più autorevole di Bologna, affinché ne fornisse una valutazione estetica e una stima monetaria. Conosciamo il giudizio di Ludovico grazie a due lettere da lui scritte a Carlo Ferrante, datate 19 e 25 luglio 1617. Entrambe furono pubblicate da Giovanni Bottari nella sua monumentale opera in sette volumi Raccolta di lettere sulla pittura, scultura ed architettura. Nella prima, del 19 luglio 1617, si legge: «è pur gionto un ms Gio Francesco da Cento e qua per fare certi quadri al S.or Cardinale arcivescovo e si porta eroicamente». Nella seconda, del 25 luglio 1617, Ludovico Carracci afferma: «Quà vi è un giovane di patria Cento, che dipinge con somma felicità d'invenzione. È gran disegnatore, e felicissimo coloritore: è mostro di natura, e miracolo da far stupire chi vede le sue opere. Non dico nulla: ei fa rimaner stupidi li primi pittori: basta il vedrà al suo ritorno».
Il dipinto, insieme a Lot e le figlie, era presente nell'inventario della collezione Ludovisi redatto nel 1623 alla morte di Gregorio XV. Passò poi per via ereditaria al nipote Ludovico e da questi al fratello Niccolò I, principe di Piombino. Nel 1665 la tela, insieme a Lot e le figlie e ad altri quattro  quadri non meglio specificati fu lasciata in eredità  a Filippo IV di Spagna. I successivi movimenti delle due tele sono stati ben documentati da David Garcia Cueto. Le due tele, sono presenti all'Escorial già nel 1667. In seguito, il dipinto con Susanna fu trasferito a Madrid, dove risulta inventariata nel Palazzo Reale di Madrid nel 1811, ed è documentata al Museo del Prado in una data successiva, ma non prima del 1828. Secondo Denis Mahon, si tratterebbe dell'ultima delle tre opere eseguite in ordine cronologico. Secondo alcuni studiosi, Susanna e i vecchioni  con Lot e le figlie, con cui condivide dimensioni, datazione e la riflessione morale sul contrasto tra impulso sessuale e integrità spirituale.

## Descrizione e stile
Il dipinto raffigura l’episodio narrato nel capitolo 13 del Libro di Daniele, presente nelle versioni greche dell'Antico Testamento. Susanna, sorpresa mentre si lava nel giardino della propria casa, rifiuta le avances di due anziani giudici che la minacciano di accusarla falsamente di adulterio. La giovane preferisce affrontare la condanna piuttosto che cedere al ricatto, ma viene salvata dal giovane Daniele, che smaschera i calunniatori, che interrogati separatamente, cadono in contraddizione.
Guercino interpreta la scena seguendo l'iconografia tradizionale, ma con una marcata impronta personale. Susanna è raffigurata sul lato destro della composizione, isolata e ignara, seduta su una vasca in pietra. Un fascio di luce ne investe il corpo nudo, mettendo in risalto l'incarnato chiaro e delicato, quasi a sottolinearne l'innocenza. Le braccia sono protese in avanti, in un gesto di ritrazione e difesa. In netto contrasto, sul lato opposto, i due "vecchioni" si protendono verso di lei con gesti concitati. Uno fissa la giovane con intensità e trattiene il bastone con la mano sinistra, mentre con la destra apre le dita in un movimento che tradisce l'eccitazione; l'altro alza l'indice come a imporre il silenzio, coinvolgendo lo spettatore nella scena. La resa naturalistica delle due figure maschili è particolarmente accurata: la definizione delle vene, delle mani e delle unghie è tale da conferire al gruppo un realismo fisico quasi brutale. Il corpo di Susanna, colpito da una luce netta che lo isola dallo sfondo scuro e vegetale, diventa il fulcro visivo e simbolico della composizione, accentuando il contrasto tra purezza e violenza. La scena è costruita su una diagonale dinamica e dominata da un forte contrasto chiaroscurale, che accentua la tensione drammatica. L'opera rivela la precoce abilità di Guercino nella resa espressiva e nella costruzione teatrale dell’immagine. L’opera si colloca in una fase ancora giovanile di Guercino, ma già rivela una forte autonomia stilistica: la sintesi tra influssi veneziani (Tiziano, Veronese, Tintoretto) e la lezione emiliana di Correggio e dei Carracci si unisce a un naturalismo diretto e privo di artifici. Mahon ha sottolineato come la figura nuda di Susanna rappresenti un esempio straordinario di questo naturalismo, tanto da definirla "un brano di magnifica bellezza."
"Solo in Caravaggio e nel giovane Rembrandt", scrive David Stone, "si trova una tale intensità emotiva unita ad un così straordinario controllo dei congegni narrativi e pittorici". Spesso lo stile del Guercino giovane è paragonato a quello di Caravaggio. A questo proposito Roberto Longhi ha scritto nel 1926 il saggio "Tangenze caravaggesche nel Guercino" in cui esplora come Guercino, pur mantenendo una propria originalità, abbia assimilato elementi stilistici riconducibili a Caravaggio, come l'uso drammatico della luce e l'intensità emotiva delle scene. Ma secondo Mahon una simile tentazione dovrebbe essere respinta, anche perché, come ha fatto notare Hermann Voss, il Guercino non ebbe alcuna opportunità di vedere opere del Caravaggio prima del suo soggiorno romano. Sembra che Carlo Cesare Malvasia, abbia riferito che il pittore si sia ispirato al corpo di una donna detenuta nel carcere arcivescovile.